# Вербівка (Калуський район)
Вербі́вка (до 1947 року — Льдзяне, пол. Łdziany) — село у Рожнятівській селищній громаді, Калуського району, Івано-Франківської області.

## Назва
7 червня 1946 року указом Президії Верховної Ради УРСР село Лдзяне Перегінського району перейменовано на село Вербівка і Лдзянівську сільську раду — на Вербівську.

## Розташування
Село знаходиться в 19 км від районного центру Калуш.

## Історія
15 листопада 1605 року Станіслав Жолкевський (орієнтовно з 1588 року він був калуським старостою) надав осадчим (Савці Сможанському та трьом його синам - Михайлу, Олексі та Івану) дозвіл заснувати в урочищі Маркова село Лдзяне. Згідно з локаційною грамотою, мешканці нового поселення звільнялися на два роки від сплати податків. Надалі кожен мешканець зобов’язувався сплачувати до калуського замку щорічний чинш у розмірі 2 польських гривень та «жовнірщину» (оплату солдатських постоїв) у розмірі 12 грошів. Осадчі Лдзяного набували статусу князів (очільників сільської громади на волоському праві) і отримували право зайняти в селі три лани угідь.
У 1648 році жителі села брали активну участь у народному повстанні, за що їх очікувала кривава розправа після відходу Хмельницького.
До першого поділу Речі Посполитої (1772 р.) село належало до Калуського староства Галицької землі Руського воєводства.
В 1832 році тут діяла парохіяльна школа.
У Шематизмі Львівської архиєпархії від 1882 року, виданого у Львові під керівництвом Стефана Гучковського є наступний запис:
Лдзѣне (Ldziane), С. П. Ц. Рождества Хр. Патронъ Его Величество Цѣсаръ. Парохъ Тадей Вирскій, р. 1810 ор. 1837 вд.
Въ матери, число душъ гр. к. 724
Въ дочери. Топольско Ц. Зачатія П. Д. Б. 388
Разомъ 1112
В 1858 році у Вербівці проживало 602 жителі; в 1880 — 738 мешканців, у 1914 — 1020 жителів, в 1921 р. — 994 жителі; в 1931 р. — 1094 жителі; в 1935 — 1034 жителі (1005 українців, 13 поляків, 16 євреїв).
В 1924 році в селі була однокласна школа і два вчителі. В 1935 році — двокласна школа, і в школу ходило 166 дітей.
У червні 1928 року 29-річний уродженець села Лдзяне Якуб Шкіль пасажиром корабля GELRIA, який переправляв іммігрантів з європейського континенту прибув у порт Буенос-Айрес Аргентини.
В 1931–1932 роках в селі нараховувалось 15,10 квадратних кілометри земельних угідь; з них ужитків 9,98 квадратних кілометри, орної — 6,12 кв. км. В цей час були в селі 184 будинки. Це на 10 будинків більше, ніж було десять років до того.
В селі були постерунок поліції та адміністрація гміни Лдзяни, яка з 1 серпня 1934 року включала 10 громад (з населенням 13 461 осіб): Камінь, Красне, Льдзяне, Небилів, Петранка, Рівня, Слобода Рівнянська, Слобода Небилівська, Сливки, Топільське в Калуському повіті.
В 1935–1936 роках в селі були: кооперативи «Каса Стефчина» з 1902 року і хліборобська спілка для загального закупу і збуту «Злагода» з 1932 року. Діяло мисливське товариство.
У 1939 році в селі проживало 1190 мешканців (1165 українців-грекокатоликів, 15 українців-римокатоликів і 10 євреїв).
У 1940 році старший поліціянт Теофіл Махніковський відділку поліції гміни Льдзяне з нез'ясованих причин загинув у Катині.
Роки боротьби проти окупантів засіяли село могилами повстанців.
Згідно з постановою Кабінету Міністрів України від 28.10.2004 р. № 1430 село Вербівка включено в перелік населених пунктів, яким відповідно до Закону України «Про статус гірських населених пунктів в Україні» надається статус гірських.
З кінця 2020 року село змінило районний центр на Калуський.

## Населення

### Мова
Розподіл населення за рідною мовою за даними перепису 2001 року:
| Мова       | Кількість | Відсоток |
| ---------- | --------- | -------- |
| українська | 1035      | 99.71%   |
| російська  | 3         | 0.29%    |
| Усього     | 1038      | 100%     |

## Церква
Церква Собору Пресвятої Богородиці вперше згадується у реєстрі духовенства, церков і монастирів Львівської єпархії 1708 року.
У протоколах генеральних візитацій Львівсько-Галицько-Камянецької єпархії 1740–1755 рр. горішня церква описується як дерев'яна, стара, без дати спорудження, парох — отець Іван, висвячений у 1736 році Митрополитом Атанасієм Шептицьким, 20 парохіян-господарів.
Нинішня дерев’яна церква зведена у 1807 році під посвятою Різдва Христового, відреставрована з добудовою бічних рамен у 1904 році і переосвячена на Собору Присвятої Богородиці. Австрійська армія конфіскувала в серпні 1916 р. у сільській церкві 4 давні дзвони діаметром 88, 45, 29, 28 см, вагою 330, 45, 10, 10 кг. Після війни польська влада отримала від Австрії компенсацію за дзвони, але громаді села грошей не перерахувала.

## Природні пам'ятки
- Гідрологічний заказник «Турова дача» (255 га) відноситься до Карпатського природного національного парку

## Сучасність
Зараз в селі Вербівський старостинський округ (староста Юрій Варварук), Вербівська гімназія (директор Петровська Марія Богданівна), церква УГКЦ Собору Пресвятої Богородиці, дерев'яна, з 1807 року (священник Іван Іванович Носик), Народний дім (директор Наталія Дмитрівна Пацкун), заклад дошкільної освіти "Вербівочка", амбулаторія. Населення — 1001 житель. Село газифіковане. В селі є футбольна команда «ФК Колос» Вербівка. В селі працює 7 торговельних закладів, ДП «Лімниця», пилорама.

## Уродженці
- Микола Ілиняк «Ромко» — технічний референт Перегінського районного проводу ОУН[11][12].